# PC3

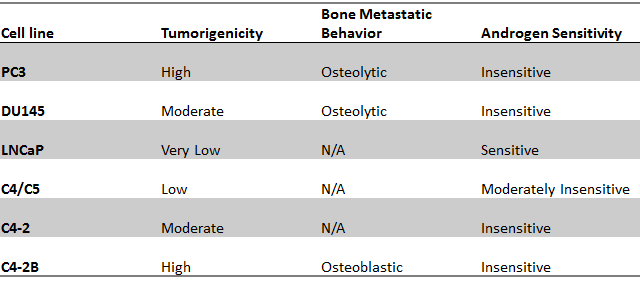
Thuộc tính của dòng tế bào ung thư tuyến tiền liệt phổ biến

PC3 (PC-3) là ký hiệu mô tả dòng tế bào ung thư tuyến tiền liệt của con người được sử dụng trong nghiên cứu ung thư tuyến tiền liệt và phát triển thuốc điều trị nó. Các tế bào PC3 rất hữu ích trong việc điều tra những thay đổi sinh hóa trong các tế bào ung thư tuyến tiền liệt và trong việc đánh giá phản ứng của chúng với các tác nhân hóa trị liệu. Các tế bào PC3 cũng được sử dụng để nghiên cứu bệnh nhiễm virus trong các tế bào động vật có vú biểu hiện phản ứng miễn dịch . 

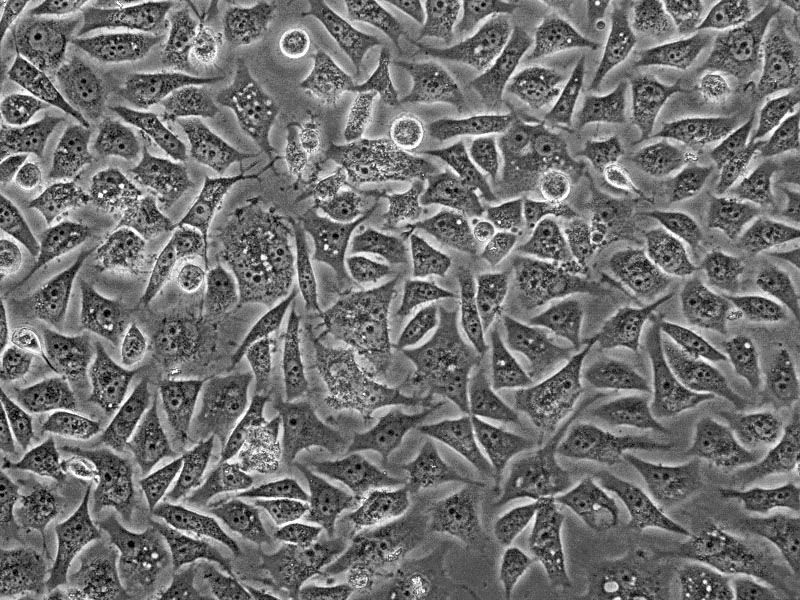
Tế bào PC3 nuôi cấy trong tấm nhựa

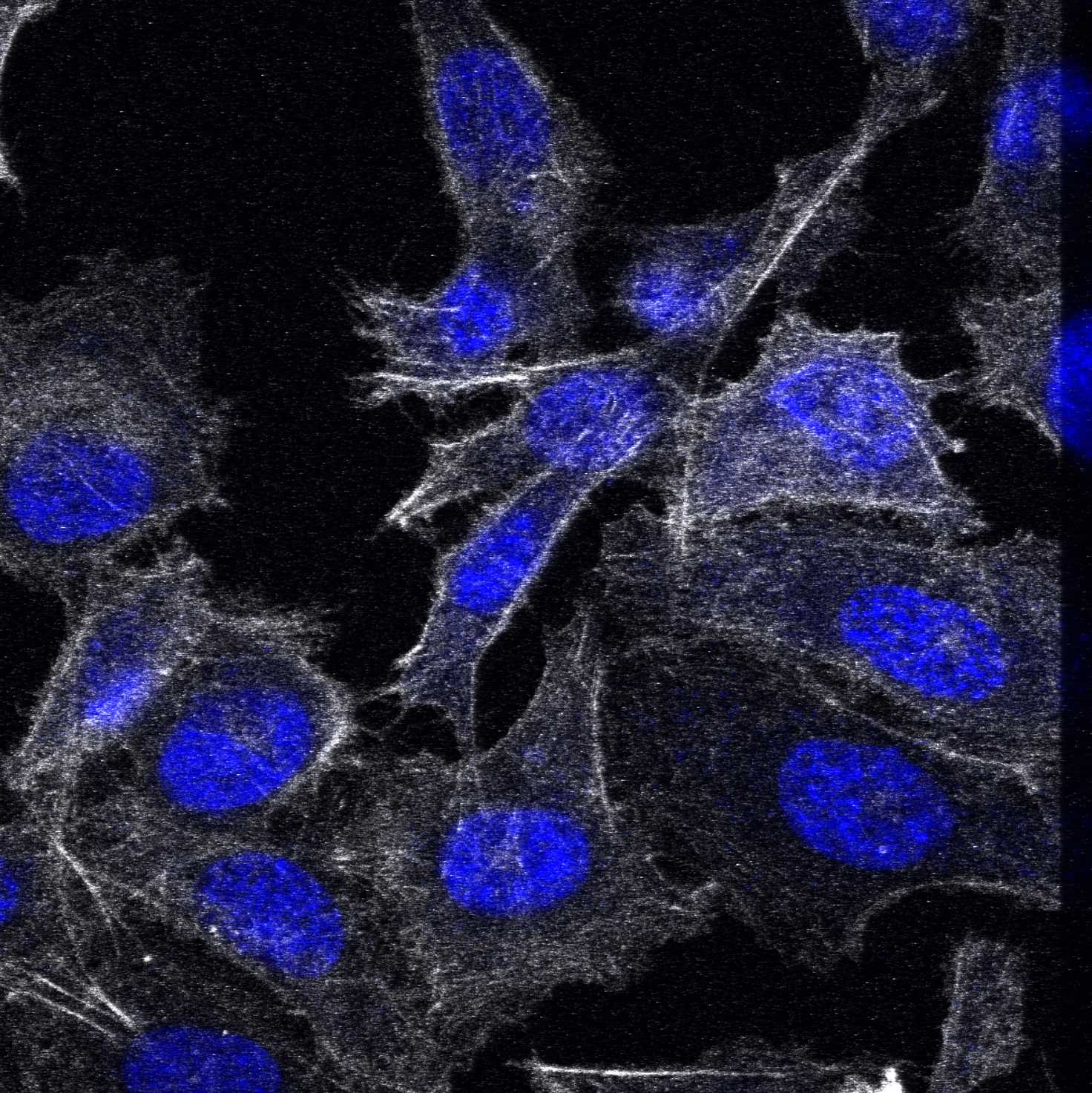
Nhuộm Actin (Phalloidin) và Nuclei (DAPI)

## Mô tả
Việc đặt tên dòng tế bào PC3 được công bố vào năm 1979 xuất phát từ một di căn xương độ IV của ung thư tuyến tiền liệt ở một người đàn ông da trắng 62 tuổi. Những tế bào này không đáp ứng với androgen, glucocorticoids hoặc các yếu tố tăng trưởng nguyên bào sợi, nhưng kết quả cho thấy các tế bào bị ảnh hưởng bởi các yếu tố tăng trưởng biểu bì, cụ thể là  tế bào PC3 có thể được sử dụng để tạo ra xenograft khối u dưới da ở chuột để điều tra môi trường phát triển khối u và chức năng thuốc điều trị cho nó.
Các tế bào PC3 cũng có khả năng di căn cao so với các tế bào DU145, có tiềm năng di căn vừa phải và các tế bào LNCaP, có khả năng di căn thấp. So sánh biểu hiện protein của PC3, LNCaP và các tế bào khác đã chỉ ra rằng PC3 là đặc trưng của bệnh lý về ung thư biểu mô tế bào nhỏ.